# South Bronx
Il South Bronx (Sud Bronx) è l'area sud-occidentale del borough del Bronx di New York, negli Stati Uniti d'America. Esso rappresenta uno dei quartieri in cui è suddiviso il Bronx.

## Geografia
Situato a nord di New York, di fronte a Rikers Island ed al borough del Queens, da cui è diviso dall'East River, il South Bronx non ha dei confini ben delimitati. I quartieri di Tremont, University Heights, Highbridge, Morrisania, Soundview, Hunts Point e Castle Hill, sono normalmente considerati parte di esso.

## Storia
Il South Bronx (nome con valore legale nel corso degli anni sessanta) era un'area di dimensioni molto ridotte che si estendeva dall'estremità meridionale del borough fino alla 149ª strada.
A causa dell'improvviso incremento demografico ed urbanistico, unito ad una diffusa povertà, il quartiere divenne una delle aree più violente e degradate di New York a cavallo tra gli anni '60 e '70 del XX secolo, tanto da far divenire il toponimo generico "Bronx" (che identifica l'intero borough) come sinonimo di quartiere pericoloso e degradato per antonomasia. Tuttavia, un rinnovamento urbano ed una parziale ripresa dell'area ad inizio anni '80, in cui si sono anche sviluppati i fenomeni artistici del graffitismo, dell'hip hop e della break dance, hanno migliorato la situazione del quartiere che rimane comunque una delle aree a maggior densità criminale dell'area urbana newyorkese.

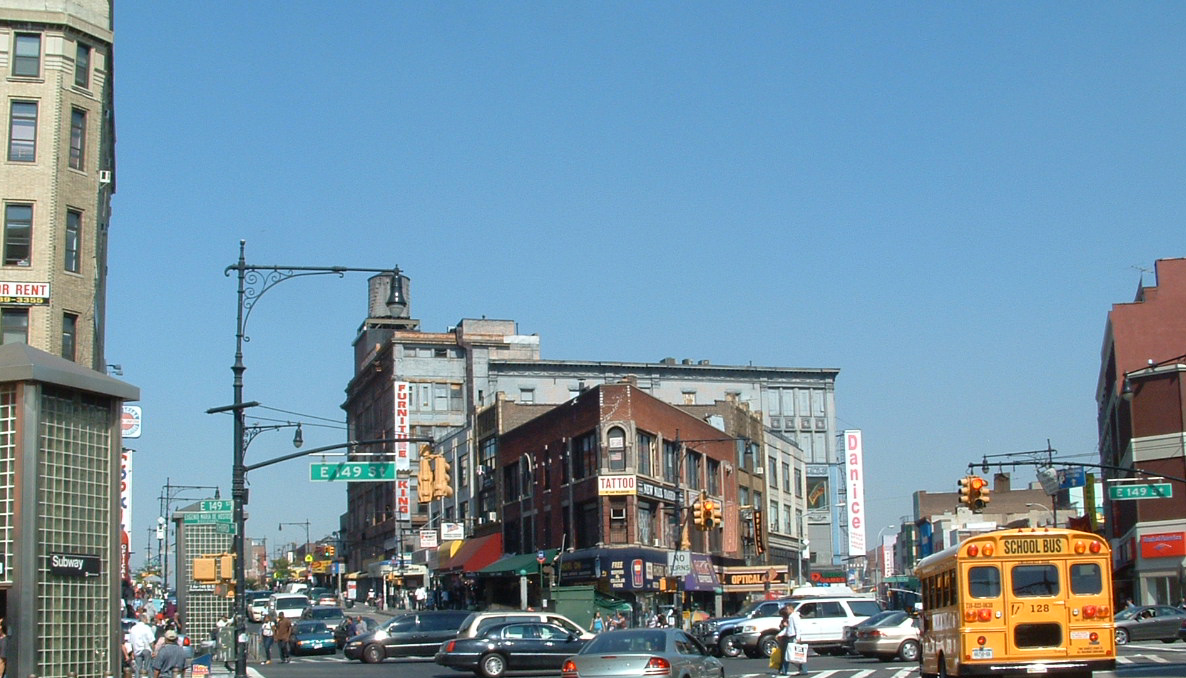
The Hub, considerato il centro del South Bronx

Originariamente il South Bronx era denominato "Manor of Morrisania", poi solo "Morrisania". Era il territorio di proprietà della potente famiglia aristocratica Morris, che includeva tra i suoi membri Lewis Morris, uno dei firmatari della Dichiarazione d'indipendenza degli Stati Uniti d'America, e Gouverneur Morris, senatore che contribuì alla stesura della Costituzione.
In seguito la zona si popolò di immigrati tedeschi ed irlandesi. Successivamente, il Bronx iniziò ad essere considerato il "borough ebraico" arrivando a contare nel 1930 una percentuale del 49% di ebrei. Alla fine degli anni trenta, gli ebrei del South Bronx erano 364,000, circa il 57.1% della popolazione totale della zona.

### Anni sessanta: L'inizio del degrado
Alla fine della seconda guerra mondiale, continuò l'esodo dei residenti bianchi che si trasferirono in altri quartieri, e la migrazione di minoranze etniche e razziali si intensificò, rendendo il South Bronx nel 1960 per due terzi popolato da neri e ispanici.
Il quartiere si connotò sempre più per la presenza di famiglie della classe operaia. I ceti sociali più deboli furono ulteriormente penalizzati dal deprezzamento delle abitazioni presenti nella zona, nonostante l'aumento degli affitti. Durante il periodo del movimento per i diritti civili degli anni cinquanta e sessanta, nel borough si verificarono numerosi scontri razziali, contribuendo alla fuga della classe media e al progressivo declino del quartiere.

### Anni settanta: "Il Bronx sta bruciando"

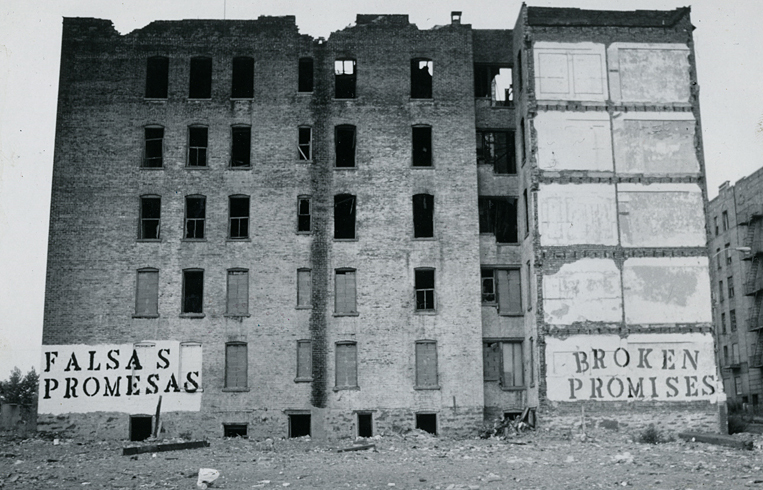
Un edificio andato a fuoco su Charlotte Street, anni settanta

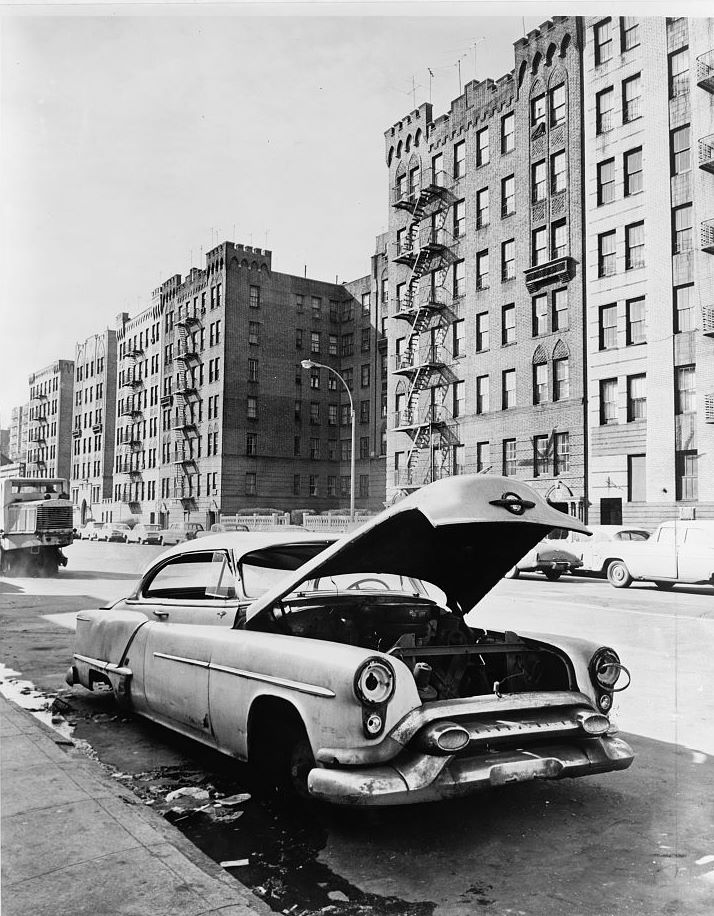
Macombs Road, 1964 circa

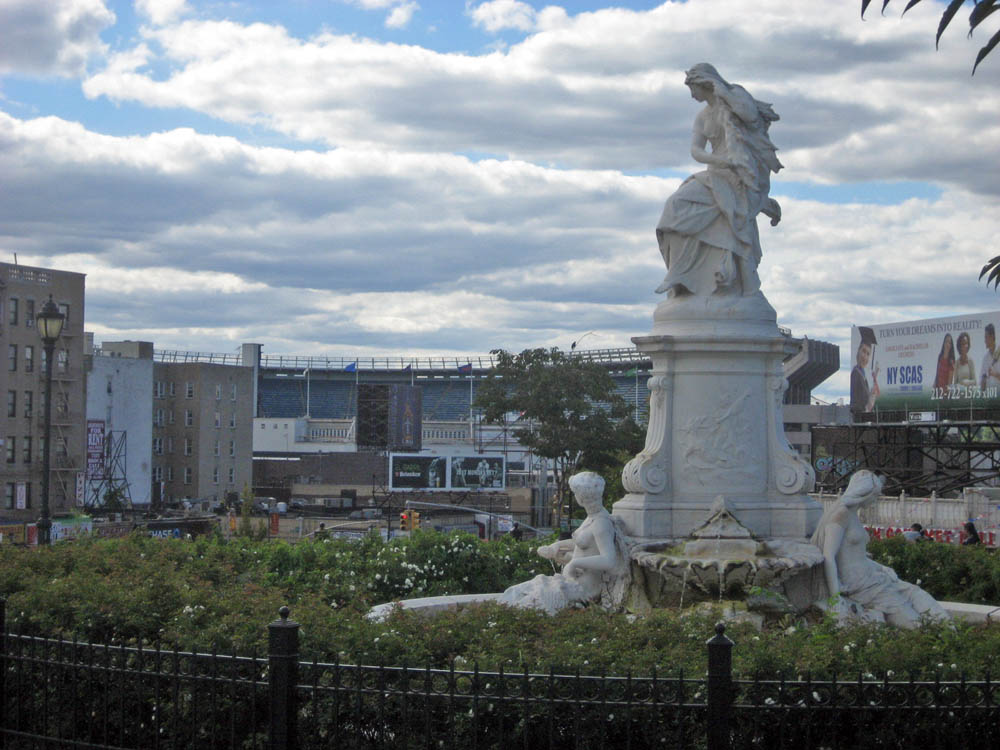
La Lorelei Fountain del Parco Joyce Kilmer, di fronte allo Yankee Stadium

Negli anni settanta la povertà nel quartiere e i livelli di criminalità e disoccupazione raggiunsero livelli allarmanti. All'epoca, il Bronx sperimentò alcuni degli aspetti del peggior decadimento urbano, con la perdita di 300,000 residenti e la distruzione di interi blocchi di edifici. L'attenzione dei mass media esportò la brutta fama del South Bronx a livello internazionale.
L'espressione: «The Bronx is burning» ("Il Bronx sta bruciando"), attribuita al telecronista Howard Cosell durante il secondo Game delle World Series del 1977 che vedeva contrapposti i New York Yankees ai Los Angeles Dodgers, si riferisce ai numerosi incendi dolosi causati dal collasso economico totale, che sconvolsero il South Bronx durante gli anni settanta, e divenne emblematica del periodo. Durante la partita, mentre le telecamere dell'ABC inquadravano un elicottero che sorvolava lo Yankee Stadium, fu ben visibile un grosso incendio scoppiato nei pressi del parco Joyce Kilmer nel South Bronx, e quindi Cosell avrebbe esclamato: «There it is, ladies and gentlemen, the Bronx is burning» ("È così, signore e signori, il Bronx sta bruciando").
I primi anni settanta videro deprezzarsi sempre più il patrimonio immobiliare del Bronx, con sempre meno gente disposta ad abitare un quartiere così devastato dove dominano miseria, analfabetismo, illegalità e delinquenza. Un progressivo circolo vizioso ebbe inizio quando un vasto gruppo di edifici abitativi (lasciati disabitati dai precedenti affittuari migrati verso quartieri migliori) rimasero abbandonati per lunghi periodi di tempo, diventando preda ambita per elementi criminali quali le gang di strada (Savage Skulls, Reapers, Black Spades, Savage Nomads, Ghetto Brothers, Deadly Bachelors, Javelin, Dirty Ones, Tomahawks, e molte altre) all'epoca in forte espansione ed in grado di sostenersi autonomamente grazie ai ricavi dello spaccio di droga nella zona. Proprietà abbandonate attrassero inoltre molti vagabondi, senzatetto, drogati e malati mentali, che contribuirono al degrado del borough.

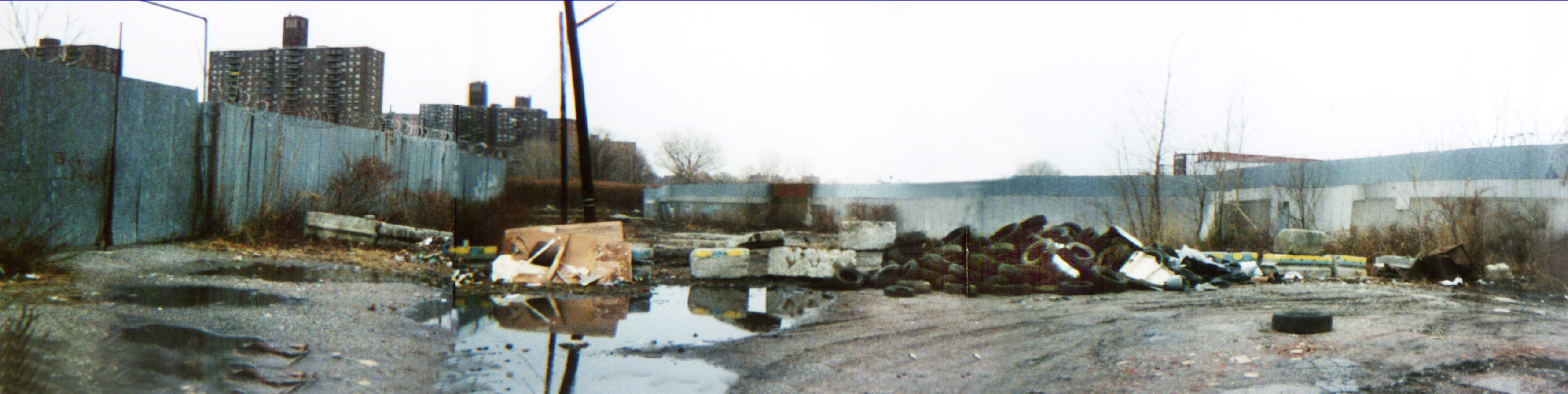
Un paesaggio desolato di Hunts Point Riverside Park

I massicci tagli alla spesa pubblica attuati a New York all'epoca, resero praticamente impossibile far rispettare il codice ai pochi ispettori di costruzione rimasti e i vigili del fuoco non erano in grado di far rispettare gli standard di sicurezza o punire le violazioni. Questo incoraggiò padroni di casa assenteisti ad ignorare i loro doveri verso proprietà dal costo elevato di mantenimento e dalla poca resa, lasciando campo libero all'avvento di gang che stabilirono i propri "quartieri generali" negli edifici abbandonati, così da diffondere ulteriormente il crimine e la paura negli inquilini degli appartamenti vicini causando un effetto domino e un fuggi fuggi generale da parte di quanti avessero le possibilità economiche di andarsene dal quartiere. Le statistiche della polizia mostrarono come l'ondata di criminalità spostatasi dalla zona nord del Bronx a South Bronx, rese i pochi residenti bianchi rimasti nel quartiere (principalmente anziani ebrei) il bersaglio preferito dei crimini violenti commessi da giovani delinquenti afroamericani e ispanici in quanto venivano visti come una facile preda; le aggressioni divennero così comuni da far coniare il termine slang "crib job" in uso tra i membri delle bande giovanili ("crib" significa culla e stava ad intendere che gli anziani residenti erano indifesi come dei neonati nella culla).

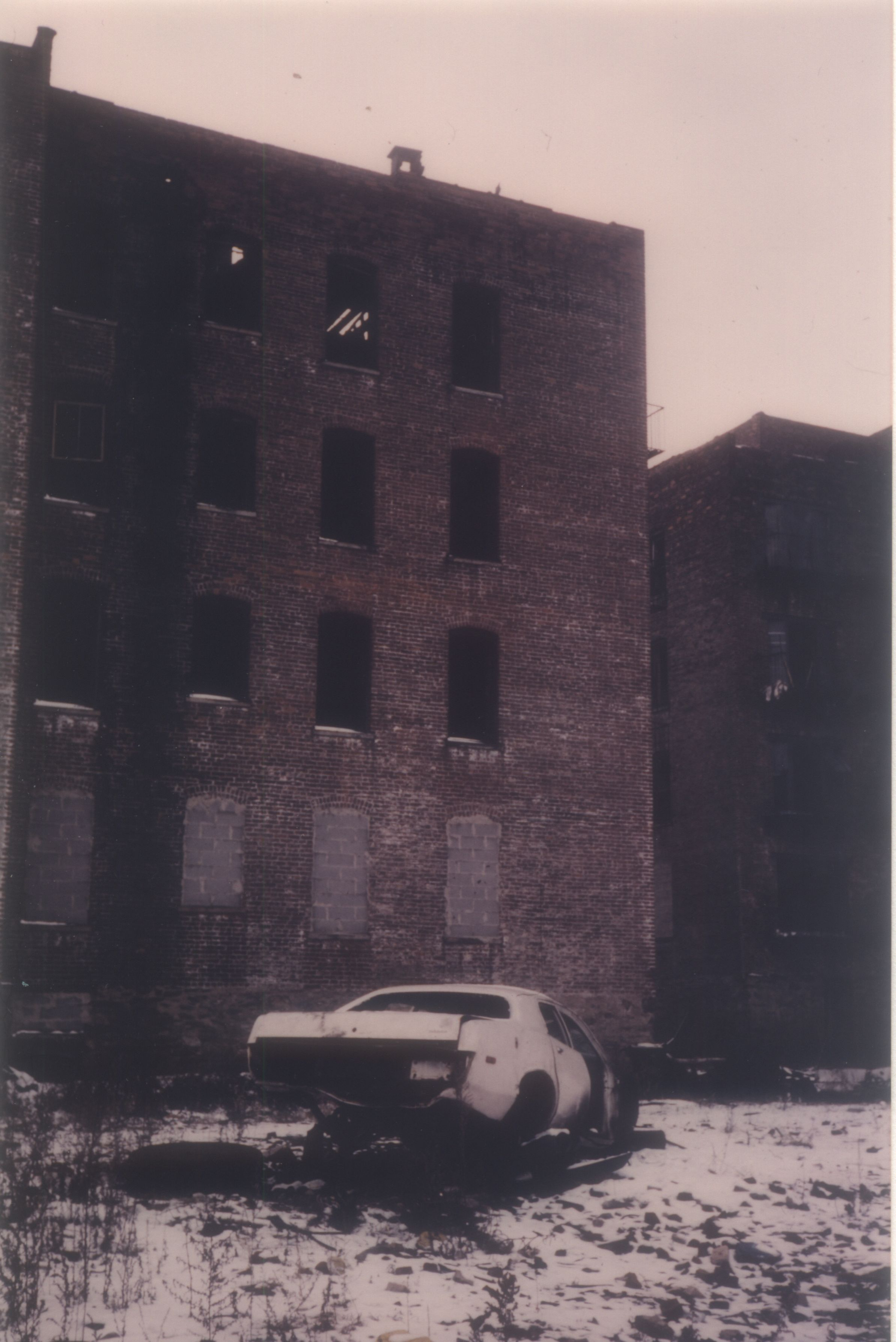
Uno scorcio di degrado nel South Bronx

I proprietari che avevano aspettato troppo a lungo per cercare di vendere i propri edifici, scoprirono con disappunto che quasi tutte le proprietà nel South Bronx erano già state messe nella "lista nera" da parte di banche e compagnie di assicurazione. Ormai rassegnati a vendere le loro proprietà svalutate a qualsiasi prezzo, i proprietari cominciarono invece a bruciare gli edifici per riscuotere l'assicurazione. Si fece quindi strada in questo periodo un nuovo tipo di sofisticato "criminale dal colletto bianco" conosciuto come "faccendiere", specializzato in una forma di frode assicurativa che iniziava con l'acquisto di una proprietà al di sotto dei costi, per poi rivenderla più volte sulla carta attraverso diverse società di comodo fittizie sotto il controllo dello stesso "faccendiere", così da spingere al rialzo il valore incrementale dell'immobile. Poi sarebbero state stipulate delle polizze di assicurazione antincendio fraudolente ed infine bruciati dolosamente gli edifici per riscuotere i premi. Questo schema divenne così frequente che le gang locali venivano appositamente ingaggiate dai truffatori per spogliare di ogni materiale di valore le proprietà prima di darle alle fiamme. Gli edifici venivano incendiati con la benzina anche se erano ancora parzialmente abitati da inquilini insolventi o vagabondi, causando anche numerosi casi di ustioni e decessi.

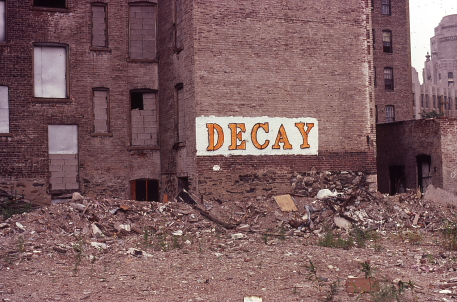
South Bronx, 1980

Anche gli stessi abitanti del borough spesso davano alle fiamme edifici abbandonati. Ciò veniva fatto soprattutto per rubare dall'edificio distrutto infissi in metallo, rame, ecc... , tutto materiale che poi poteva essere rivenduto. Altri incendi furono causati da impianti elettrici non a norma, o da semplice vandalismo associato alla generale situazione di degrado. 

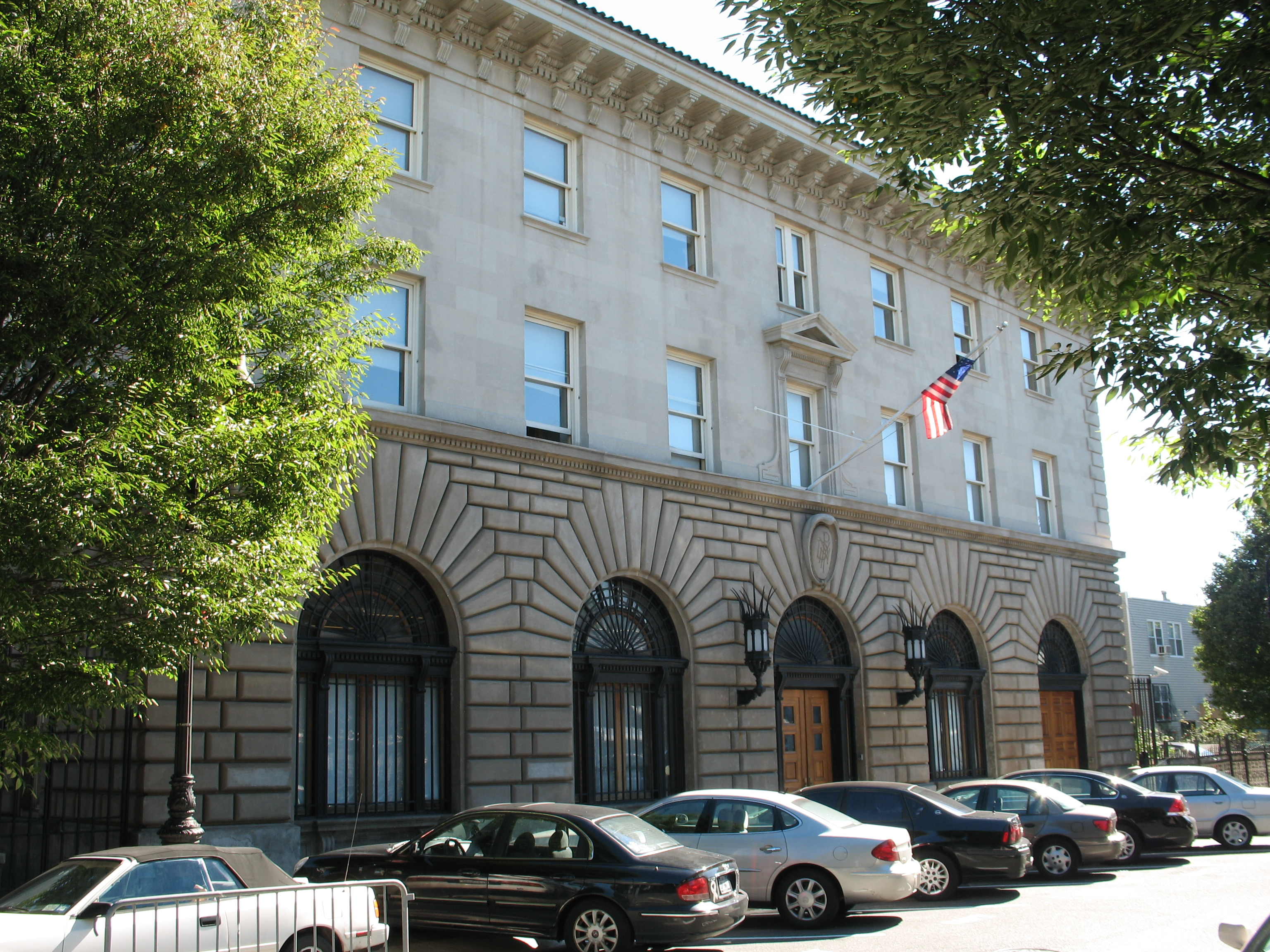
La stazione di polizia del 41º distretto al numero 1086 di Simpson Street, soprannominata "Fort Apache" negli anni settanta, in una foto del 2007

All'epoca del presunto commento di Cosell nel 1977, dozzine di edifici venivano bruciati ogni giorno nel South Bronx, alcune volte interi blocchi di appartamenti erano avvolti dalle fiamme rendendo l'area perennemente coperta da una cappa di fumo e fuliggine. La polizia, troppo occupata a cercare di contrastare il dilagare dello spaccio di droga e della delinquenza, smise ben presto di investigare sui roghi, in quanto erano semplicemente troppi. Durante questo periodo, la stazione di polizia del 41º distretto della NYPD situata al numero 1086 di Simpson Street divenne nota con il soprannome "Fort Apache", in quanto era l'unico baluardo della legge e dell'autorità costituita contro il crimine dilagante, che rese il Bronx la capitale statunitense dell'omicidio, dello stupro, delle rapine, e delle aggressioni per tutti gli anni settanta (e primi anni ottanta). Nel 1980, il distretto venne ironicamente rinominato "The Little House on the Prairie" ("La piccola casa nella prateria"), in quanto due terzi degli originari 94.000 residenti di competenza del 41º se ne erano andati, lasciando la caserma fortificata una delle poche strutture ancora in piedi nella zona (e l'unico edificio sulla Simpson Street) a non essere stata abbandonata o incendiata. La storia della stazione di polizia ispirò anche un film intitolato Bronx 41º distretto di polizia (1981). Inoltre, la pessima fama del quartiere generò la produzione di altre pellicole a tema quali il celebre I guerrieri della notte di Walter Hill (1979), o 1990: i guerrieri del Bronx (1982) e Fuga dal Bronx (1983), entrambi diretti da Enzo G. Castellari.
In totale, più del 40% degli edifici situati nel South Bronx furono bruciati o abbandonati tra il 1970 e il 1980. L'aspetto del quartiere veniva paragonato a quello di una città bombardata durante la seconda guerra mondiale, con cumuli di macerie ai lati delle strade, rottami d'auto e rifiuti ovunque. Il 5 ottobre 1977, il Presidente Jimmy Carter fece una visita non programmata a Charlotte Street, mentre si trovava a New York per presenziare ad una conferenza delle Nazioni Unite. Charlotte Street era una delle zone più colpite dal degrado urbano. Carter, si disse "sconcertato" dalla situazione ed ordinò a Patricia Roberts Harris, all'epoca a capo del Dipartimento della Casa e dello Sviluppo Urbano degli Stati Uniti d'America, di prendere seri provvedimenti per salvare la zona. Anche Ronald Reagan, durante la sua campagna presidenziale del 1980, visitò la zona e criticando Carter per non aver mantenuto le promesse fatte, disse di "non aver mai visto una cosa simile dai tempi della Londra bombardata dai nazisti".

### Rinascita

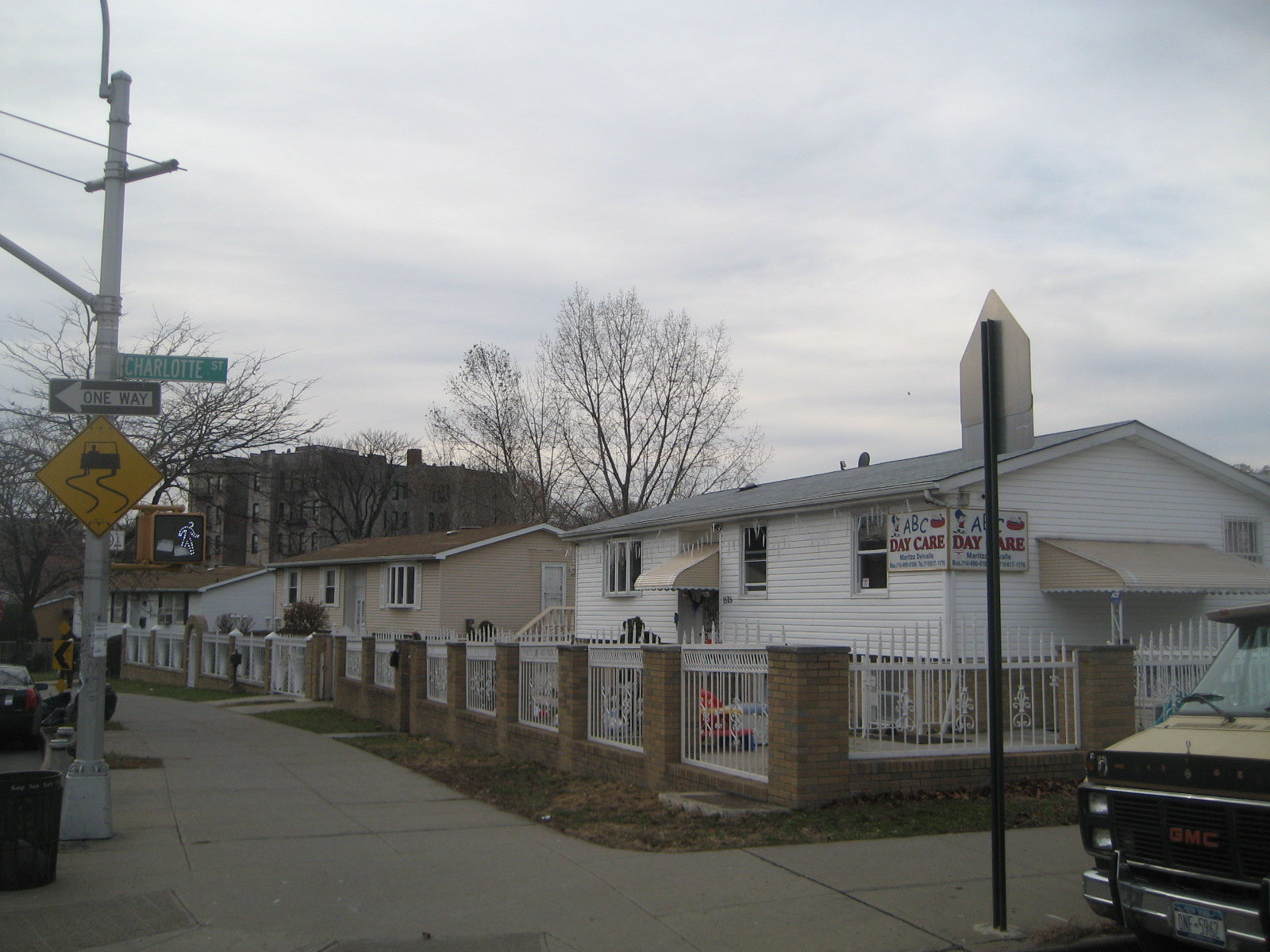
Nuove costruzioni in stile ranch sorte sulla precedentemente devastata Charlotte Street, Crotona Park East.

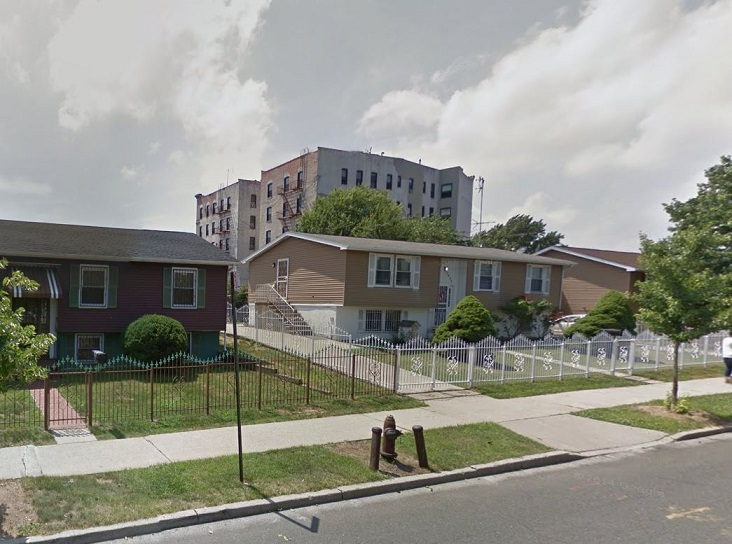
Veduta di Charlotte Street nel 2014, i palazzi sullo sfondo sono l'unico retaggio del precedente panorama di degrado.

A partire dagli anni ottanta, parte del South Bronx iniziò ad essere riqualificato grazie alla costruzione di nuove strutture residenziali. Nel 1983 la Bright Temple A.M.E. Church venne inserita nel National Register of Historic Places. Nel corso degli anni novanta, furono spesi più di 1 miliardo di dollari nella ricostruzione dell'area, con 19,000 nuovi appartamenti e più di 4,500 nuove case popolari. Più del 50% degli appartamenti abbandonati furono ristrutturati. 26,500 persone si trasferirono nuovamente nella zona. Nel 1985 in Charlotte Street sorsero della case prefabbricate in stile ranch, e l'area cambiò in maniera così significativa da rendere impossibile agli storici del Bronx localizzare il punto esatto dove Carter si era fermato ad osservare la devastazione nel 1977. Nel 2004, queste villette hanno acquisito un valore di mercato superiore ai 500,000 dollari.

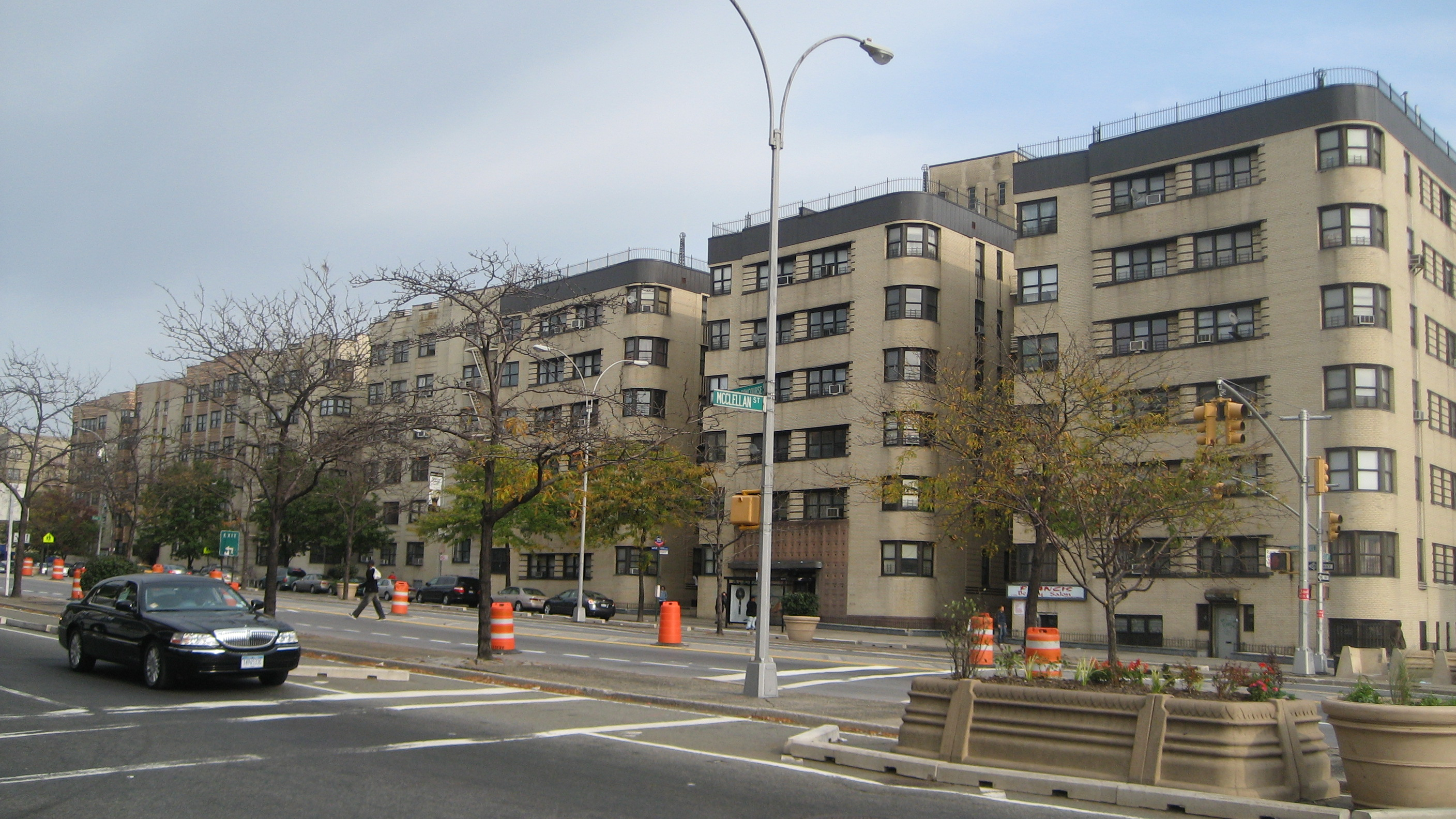
Un edificio in stile Art déco su Grand Concourse

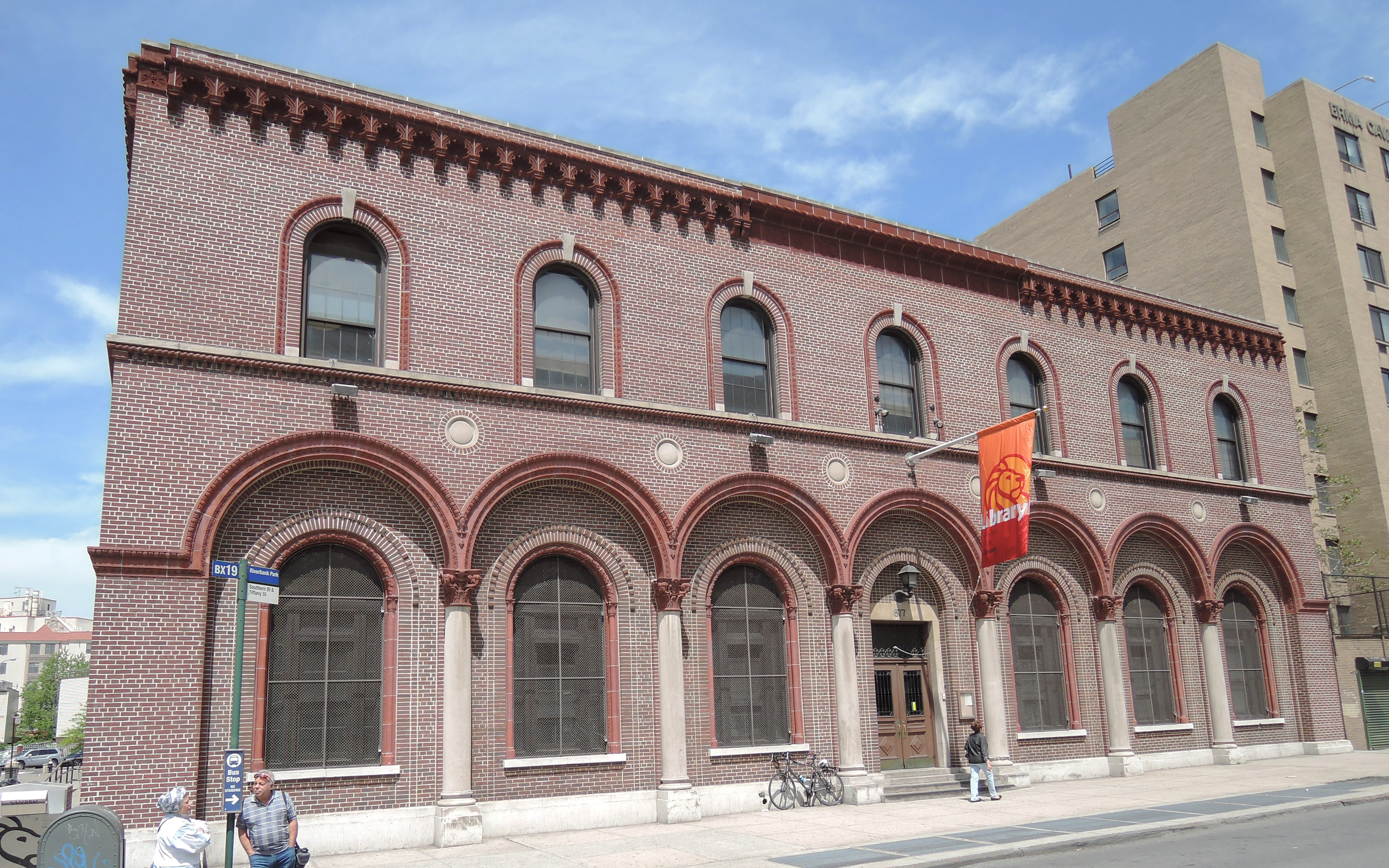
La biblioteca di Longwood, Hunts Point

La costruzione del nuovo Yankee Stadium incluse campi da tennis, piste ciclabili, negozi, ristoranti, e una nuova stazione della metropolitana.
Attualmente la popolazione del South Bronx è in fase di crescita. Tuttavia, un abitante su due vive in stato di povertà, e fenomeni di spaccio di droga, presenza di gangs e prostituzione sono ancora comuni per le strade del quartiere mentre la polizia continua a considerare l'area "una zona a rischio".

## Arte e cultura
Sin dalla fine degli anni settanta, il South Bronx divenne luogo di una fiorente scena artistica. Le mostre d'arte tenutesi alla Fashion Moda Gallery, fondata dall'artista viennese Stefan Eins, aiutarono gli inizi di carriera di artisti quali Keith Haring e Jenny Holzer, e negli anni ottanta esplosero gruppi di break dance come i Rock Steady Crew. La scena artistica locale generò abbastanza entusiasmo presso i mass media da ricevere esposizione a livello mondiale. La Bronx Academy of Arts and Dance era situata all'interno dell'American Bank Note Company Building a South Bronx prima di essere rilocata presso la St. Peter's Episcopal Church a Westchester Square.
I graffiti urbani sono molto frequenti nel South Bronx, zona di azione di numerosi writer ritenuti capostipiti della street art come il gruppo Tats Cru. Il Bronx ha una lunga tradizione di graffitismo nonostante la città abbia messo in atto una politica restrittiva contro i graffiti abusivi. La nascita di generi quali hip-hop, rap, break dance, servì a includere di diritto il South Bronx sulla mappa musicale dei primi anni ottanta. Inoltre, il borough è noto a livello mondiale come luogo di nascita ufficiale della cultura Hip hop.